# Déli méhfű
A  déli méhfű (Melittis melissophyllum), vagy mecsekifű vagy délvidéki méhfű az ajakosvirágúak rendjébe, az árvacsalánfélék családjába tartozó, évelő gyógynövény. A méhfű (Melittis) növénynemzetség egyetlen faja. Közép- és Dél-Európában, valamint Nagy-Britanniában honos. E növényfaj előfordul a Bükk-vidéken.

## Leírása

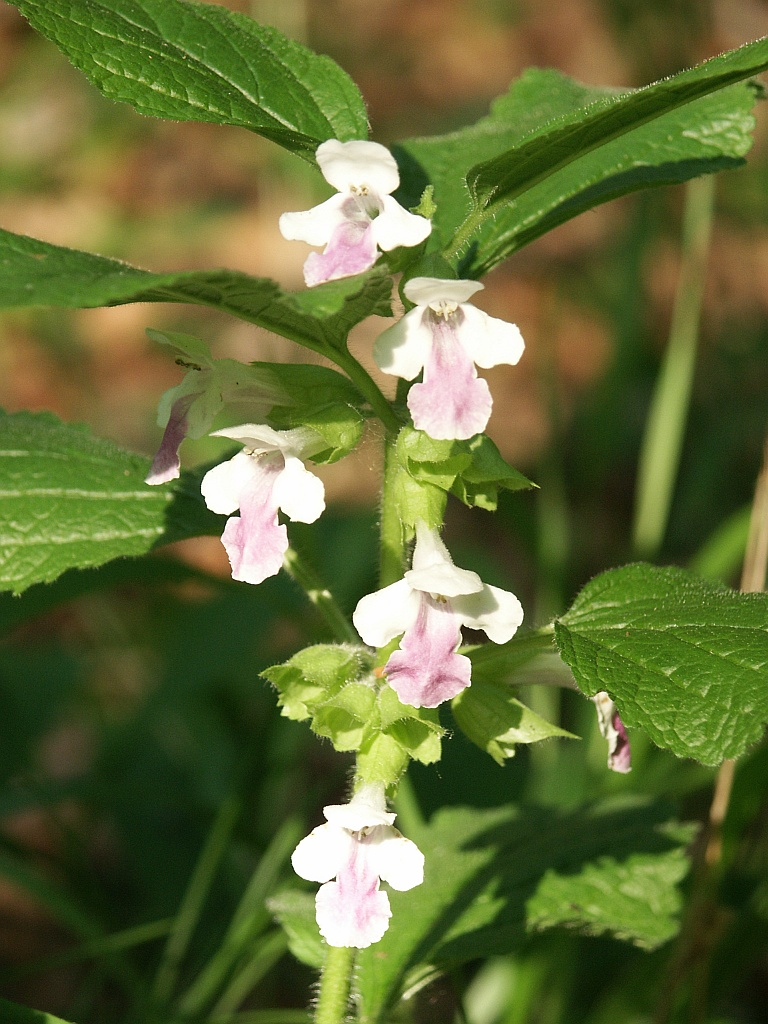
Virágai

Közepes termetű (30-60 cm) magas, lágy szárú, évelő növény. Virágos szára felálló, a levelei tojásdadok, fűrészes-fogas szélűek. Egyik legnagyobb virágú ajakosunk. A virágok kisebb, 1-3 tagú (álernyő) csoportokban állnak a levelek hónaljában, fehéres-rózsásak. A párta határozottan kétajkú, alsó ajka rózsaszín, a középső karéjon rendszerint sötétebb bíborszínű folt található.
Csészéje hosszú szőrű. Virágai megporzását csak a hosszú szájszervű méhek, vagy dongók képesek elvégezni. Üde lomberdőkben találkozhatunk vele.

## Alfajok
- M. melissophyllum ssp. albida[9]
- M. melissophyllum ssp. carpatica[10] – nagyvirágú méhfű

## Felhasználása
Régen sebek ápolására, vértisztítónak és vizelethajtónak használták. Ismert nyugtató hatása is. Jelenleg nagyobb jelentősége van a szárított hajtásaiból készült „mecseki teának”.[forrás?]

## Gyógyhatása
A népi gyógyászatban különösen meghűlés ellen jelentős, de kellemes aromája miatt fogyasztják élvezeti teának is. A kumarinillatú, glikozidot, cserzőanyagot tartalmazó hajtásából forrázott teát emésztő- és légzőszervi betegségeknél alkalmazzák. Nyugtató hatása miatt gyermekeknek, öregeknek is adható álmatlanság ellen.[forrás?]

## Lásd még
- Nagyvirágú méhfű
- Citromfű